# 사프란볼루

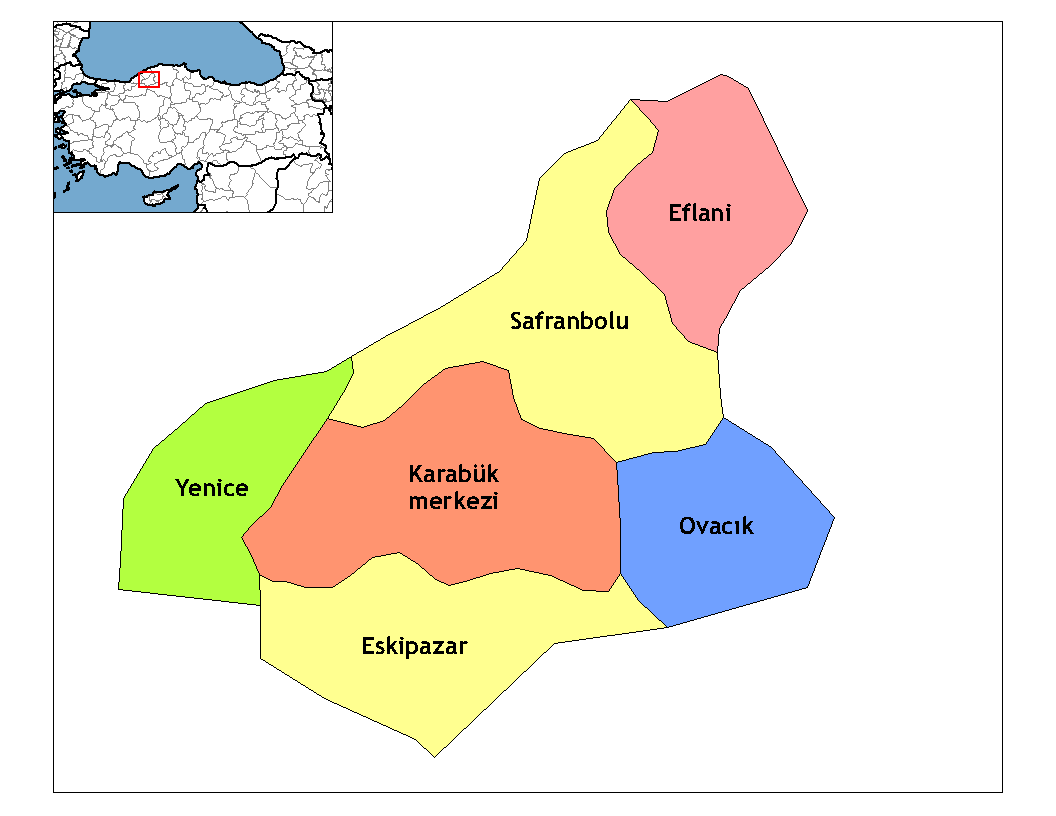
카라뷔크 주의 군

사프란볼루(튀르키예어: Safranbolu, 그리스어: Σαφραμπολις 사프람폴리스[*])는 터키 카라뷔크 주에 위치한 도시로, 면적은 1,000km2, 높이는 485m, 인구는 47,257명(2000년 기준)이다. 흑해 연안에서 약 100km 정도 떨어져 있고 앙카라(터키의 수도)에서 북쪽으로 약 200km, 카라뷔크(카라뷔크 주의 주도)에서 북쪽으로 약 9km 정도 떨어진 곳에 위치한다.
도시 이름은 "사프란"과 "폴리스"(그리스어로 "도시"라는 뜻)의 합성어인 사프람폴리스(Saframpolis, Σαφραμπολις)에서 유래된 이름이며 오랜 세월 동안 사프란 재배와 무역의 중심지로 성장했다. 구 시가지에는 수많은 옛 건물과 공예품 1,008개가 남아 있으며 개인 박물관 1곳, 모스크 25곳, 묘소 5곳, 폭포 8곳, 터키식 목욕탕 5곳, 캐러밴서라이 3곳, 시계탑 1곳, 해시계 1곳, 주택 및 맨션 수백 곳, 고대 마을에 건설된 제방과 돌무덤, 다리가 남아 있다.
17세기 오스만 제국의 건축 양식으로 지어진 건물들이 들어서면서 한때 번영을 누리기도 했으며 1994년 유네스코가 지정한 세계유산으로 선정되었다.

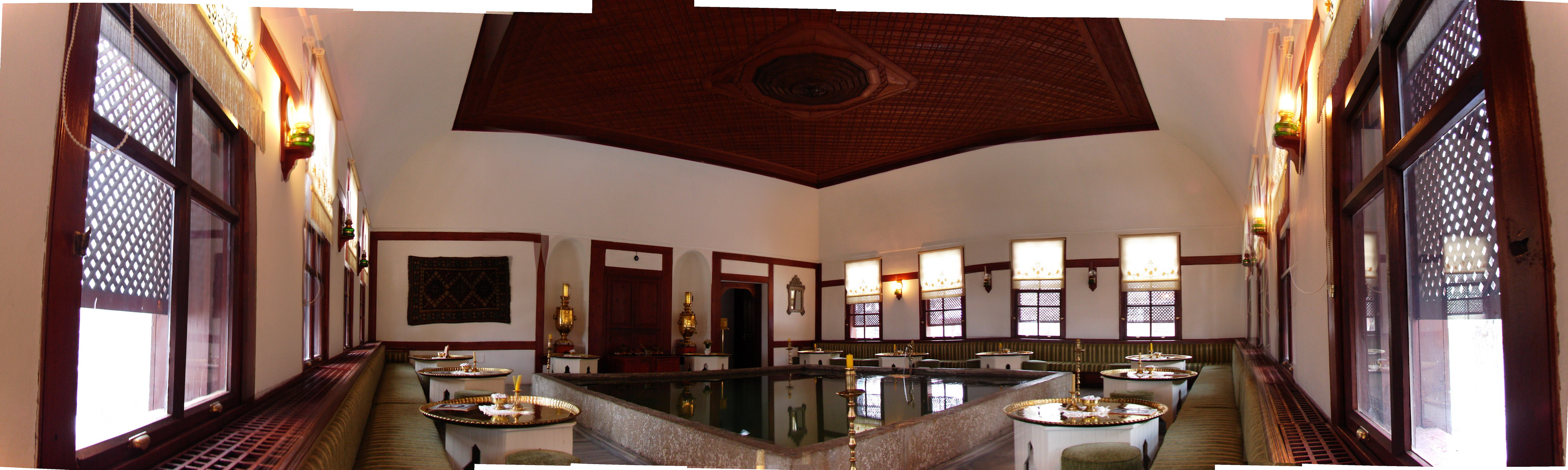
Asmazlar konak interior

## 사진

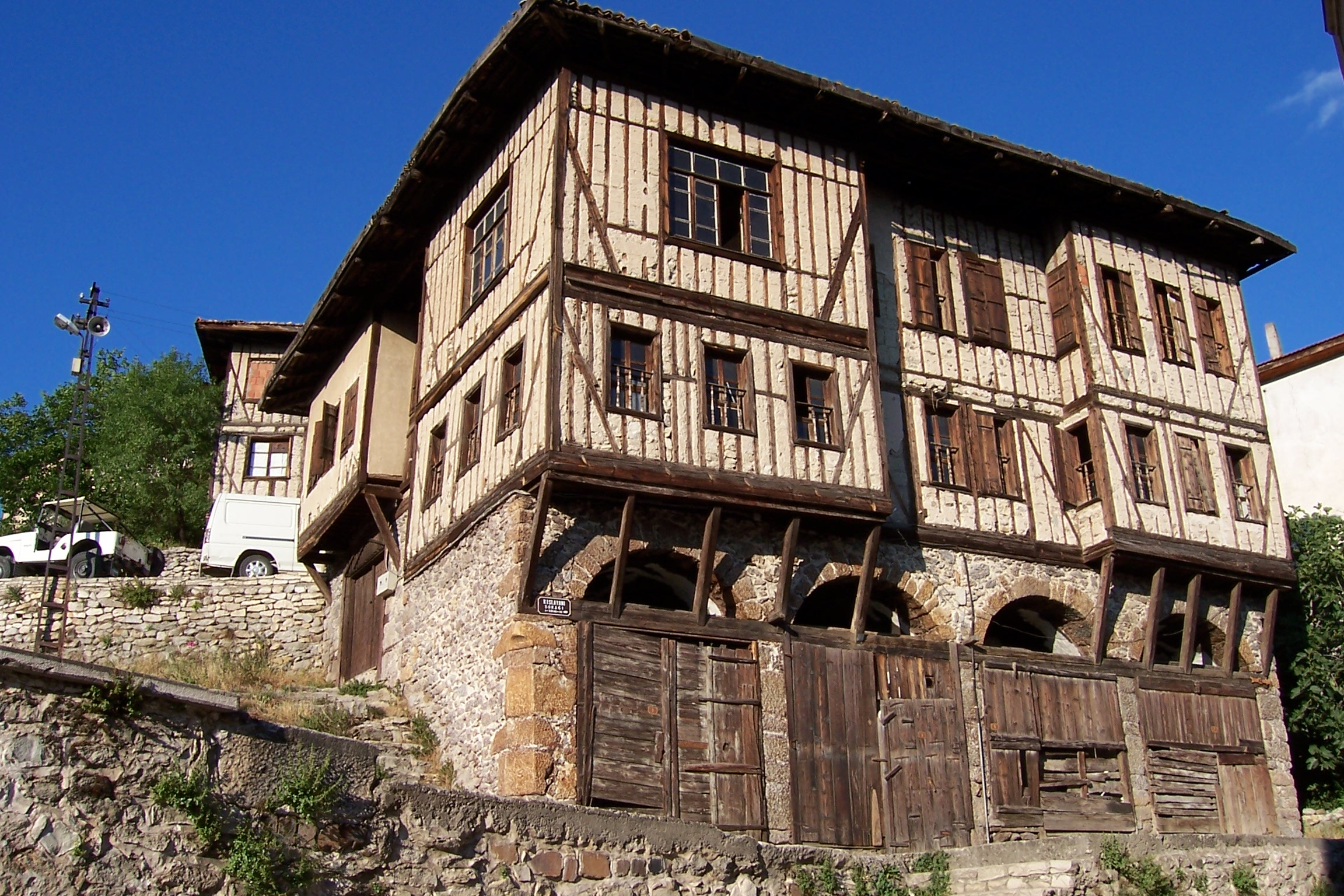
사프란볼루에 있는 옛 주택
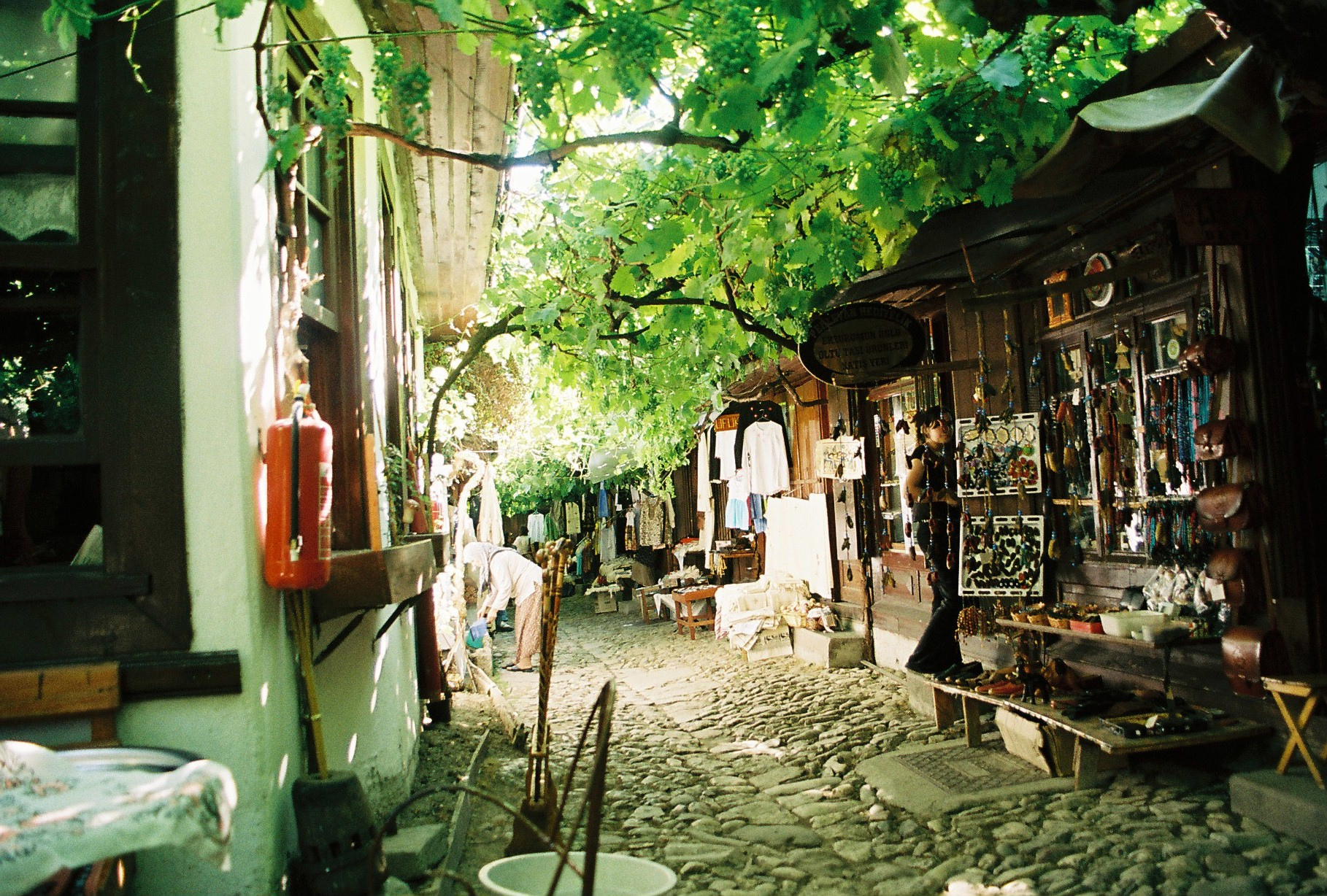
사프란볼루에 있는 신발 가게

## 같이 보기
- 아마시아
- 튀르키예의 세계유산